# Эсслер, Вильгельм
Вильге́льм Карл Э́сслер (нем. Wilhelm Karl Essler, 27 апреля 1940, Клокочов, оккупированная Чехословакия) — современный немецкий философ и логик. Вильгельм Эсслер известен своими работами в области современной дедуктивной и индуктивной логики, металогики, философии науки, теории познания, ранней индийской (в частности, ранней буддийской) и древнегреческой философии, а также философии Канта. Является одним из учредителей журнала «Erkenntnis», престижного международного издания по аналитической философии, первоначально основанного в 1930 году Р. Карнапом и Х. Райхенбахом, а затем возрождённого в 1974 году В. К. Эсслером, К. Гемпелем и В. Штегмюллером.

## Биография
С 1959 по 1963 годы В. Эсслер изучал германистику, историю (под руководством Франца Шнабеля), философию и логику (под руководством ведущего немецкого философа науки Вольфганга Штегмюллера) в Университете г. Мюнхена. В 1964 г. в этом же университете он защитил кандидатскую диссертацию на тему «Перечислимость и диагональный метод Кантора: исследование фундаментальных вопросов логики» (Aufzählbarkeit und Cantorsches Diagonalverfahren: Untersuchungen zu Grundfragen der Logik), а в 1969 г. — докторскую диссертацию «Исследование оснований и предпосылок индуктивной логики» (Untersuchungen zu den Grundlagen und Voraussetzungen der Induktiven Logik).
С 1963 по 1978 гг. В. Эсслер занимался исследовательской и преподавательской деятельностью в области логики и философии науки в Университете г. Мюнхена, где в 1975 г. получил должность экстраординарного профессора. Параллельно с этим в период с 1971 по 1979 гг. преподавал в университетах гг. Тюбингена, Трира, Гамбурга и Франкфурта-на-Майне в качестве приглашённого профессора.
Став одним из учредителей возрождённого журнала «Erkenntnis: an international journal of analytic philosophy» в 1974 г., В. Эсслер позже вошёл в состав редакционно-издательских коллегий ряда других международных журналов по аналитической философии.
С 1979 по 2005 гг. он трудился на должности профессора философии со специализацией в области логики и философии науки в Университете г. Франкфурт-на-Майне. В течение этого времени он неоднократно избирался на должность заведующего кафедрой философии и директора Института философии Франкфуртского Университета.
В 1989 г. В. Эсслер стал членом-корреспондентом Международного Института философии (Institut International de Philosophie) в Париже.
В 1991 г. вышел первый том его «Оснований логики», посвящённый логическому выводу (Grundzüge der Logik I: Das logische Schließen), а в 1993 г. — второй том под названием «Классы, отношения, числа» (Grundzüge der Logik II: Klassen-Relationen-Zahlen), которые с тех пор неоднократно переиздавались и стали стандартными введениями в соответствующие области логики. В 2006 г. В. К. Эсслер опубликовал свой главный труд по индийский философии — «Философия буддизма» (Die Philosophie des Buddhismus).
В 1980 г. В. Эсслер посетил Москву, где принял участие в международном симпозиуме, посвящённом проблемам диалектики в философии Гегеля.
Начиная с 1984 г. В. Эсслер выступал в качестве приглашённого профессора с лекциями по логике, философии науки, теории познания, индийской и, в частности, буддийской философии в университетах гг. Уппсала (Швеция), Стэнфорд (США), Сент-Луис (США), Маягуэс (Пуэрто-Рико).
В 2012 и 2014 гг. В. Эсслер в качестве приглашённого профессора посещал Университет г. Ухань, Китайскую буддийскую академию Путо, университеты гг. Гуанчжоу и Макао (КНР), где провёл занятия по древнегреческой философии, философии науки, буддийской теории взаимозависимого происхождения, практической и теоретической философии Канта.
В 2016 г. посетил Владивосток, где провёл курс лекций по современной логике, философии науки и ранней индийской философии в Институте истории, археологии и этнографии народов Дальнего Востока ДВО РАН, а также выступил на XI Дальневосточном форуме инициативной молодёжи «Андреевский городок».

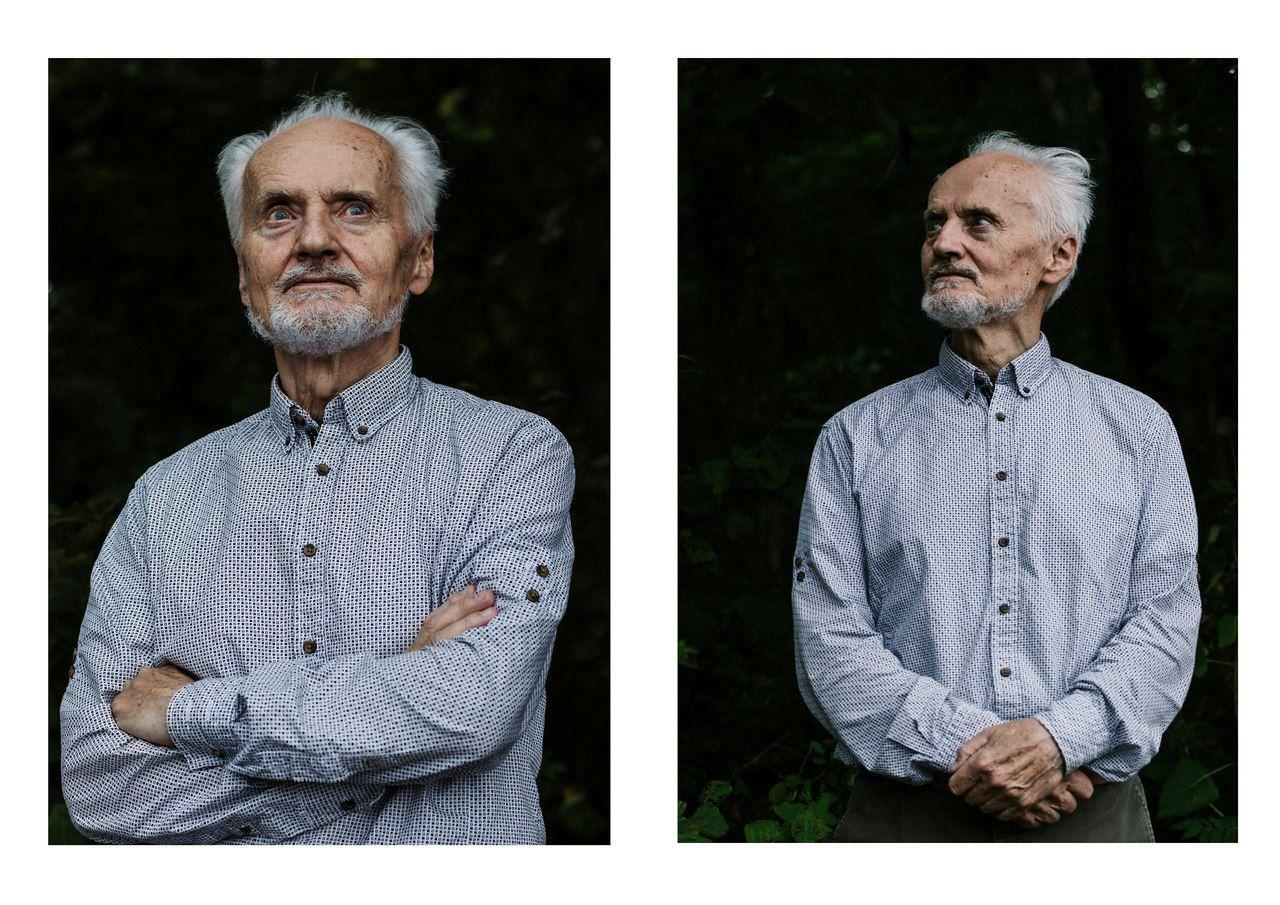
Wilhelm K. Essler in Vladivostok, 2016

## Избранные научные труды Вильгельма Эсслер
На немецком языке:
- Einführung in die Logik. — Stuttgart: Kröner, 1966.
- Induktive Logik: Grundlagen und Voraussetzungen. — Freiburg, München: Alber, 1970.
- Wissenschaftstheorie I: Definition und Reduktion. — Freiburg, München: Alber, 1970.
- Wissenschaftstheorie II: Theorie und Erfahrung. — Freiburg, München: Alber, 1971.
- Analytische Philosophie I: Methodenlehre, Sprachphilosophie, Ontologie, Erkenntnistheorie. — Stuttgart: Kröner, 1972.
- Wissenschaftstheorie III: Wahrscheinlichkeit und Induktion. — Freiburg, München: Alber, 1973.
- Wissenschaftstheorie IV: Erklärung und Kausalität. — Freiburg, München: Alber, 1979.
- Grundzüge der Logik I: Das logische Schließen (zusammen mit R.F. Martinez-Cruzado). — Frankfurt am Main: Klostermann, 1991.
- Grundzüge der Logik II: Klassen-Relationen-Zahlen (zusammen mit E. Brendel). — Frankfurt am Main: Klostermann, 1993.
- Theorie und Erfahrung (zusammen mit J. Labude and S. Ucsnay). — Freiburg, München: Alber, 2000.
- Die Philosophie des Buddhismus (zusammen mit U. Mamat). — Stuttgart: Wissenschaftliche Buchgesellschaft, 2006.

На русском языке:
- К типологии видов диалектической логики у Гегеля // Философия Гегеля: проблемы диалектики. М.: — Наука, 1987. С.135—145.
- Цель философствования, или философствование о философствовании // Россия и АТР. — 2017. — № 4. С.206—217.